# Constanza Gerding Salas
Constanza Adriana Gerding Salas (* 7. Februar 1954 in Osorno) ist eine chilenische Sprach- und Übersetzungswissenschaftlerin. Sie lehrt und forscht an der Universidad de Concepción und ist Leiterin der dort tätigen Forschungsgruppe für Terminologie.

## Leben
Zum ersten Mal in Kontakt mit Fremdsprachen kam Gerding-Salas, als ihre Eltern sie im Kindesalter an einer Deutschen Schule im chilenischen La Unión einschrieben. Von 1972 bis 1977 absolvierte sie ein Lehramtsstudium für Englisch und unterrichtete zehn Jahre an einer Hochschule in Santiago de Chile, an der bilinguale Sekretärinnen und Sekretäre ausgebildet wurden. Währenddessen habilitierte sie in Englisch. 1988 zog Gerding-Salas für vier Jahre nach Stockholm, wo sie erste übersetzerische Tätigkeiten auf den Gebieten der Wirtschaft und des Rechts aufnahm. Zurück in Chile widmete sie sich fortan intensiv der Übersetzungswissenschaft. Sie nahm an Praxiskursen teil und setzte sich im Selbststudium mit den Problematiken und Theorien der Translatologie auseinander.

## Lehr- und Forschungstätigkeit
1995 wurde sie an das Fremdspracheninstitut der Universidad de Los Lagos berufen, um unter anderem Vergleichende Sprachwissenschaft, Übersetzungstheorie und Englisch als Fremdsprache zu unterrichten. Zusätzlich promovierte sie kurze Zeit später an der Pädagogischen Fakultät der Universidad de Concepción (UdeC).
Heute ist sie nach wie vor als Dozentin und gelegentlich auch als Gastdozentin in Deutschland tätig, so zum Beispiel am Institut für Angewandte Linguistik und Translatologie (IALT) der Universität Leipzig. Zu ihren Forschungsschwerpunkten gehören:
- Fremdsprachendidaktik
- Problematiken und Theorien der Übersetzungswissenschaft
- Maschinelle Übersetzung
- Neologismen und ihre Bedeutung für die Didaktik und die Übersetzertätigkeit

## Mitgliedschaften
Über ihre Mitgliedschaft hinaus ist Gerding-Salas die Leiterin der folgenden Gesellschaften:
- Antena Chilena de Neología (untersteht dem Observatorio de Neología (OBNEO) der Universität Pompeu Fabra in Barcelona)
- Grupo de Estudios terminológicos de la Universidad de Concepción (TermUdeC)

## Publikationen (Auswahl)

### Monographien
- Terminología de la traducción. Dirección de Docencia Universidad de Concepción, Concepción, Chile, 2008, ISBN  978-956-8029-79-1.

### Artikel und Beiträge
- Teaching Translation. Problems and Solutions. in: Translation Journal. Vol. 4, Nr. 3., 2000.
- Strategies for Translating “-ing” Adjectives and Nouns from English to Spanish. in: Translation Journal. Vol. 5, Nr. 1, 2001.
- Machine Translation and Computer-Assisted Translation: A New Way of Translating? In Zusammenarbeit mit Olivia Craciunescu und Susan Stringer-O’Keeffe in: Translation Journal. Vol. 8, Nr. 3, 2004.
- Factores de aprendizaje del inglés como L2: una visión cualitativa. in: Visiones de la educación. Vol. 5, Nr. 8, 2005, S. 65–81.
- Anglicismos y aculturación en la sociedad chilena. - English loanwords: acculturation in Chilean society. In Zusammenarbeit mit Mary Fuentes Morrison und Gabriela Kotz in: Onomázein. 25/2012, S. 139–162.

### Kongresspräsentationen
- Loanwords in the press: The influence of English in Chile. In Zusammenarbeit mit Mary Fuentes Morrison. International Federation of Translators (FIT) XIX World Congress, San Francisco, Kalifornien, 1. bis 4. August 2011.

### Sonstiges
- Beraterin im Prozess der Übersetzung des Gedichtbandes Desolación (1922) von Gabriela Mistral ins Englische. Übersetzung von Liliana Baltra und Michael P. Predmore. Latin American Literary Review Press, Pittsburgh, Pennsylvania, 2014, ISBN 978-189-1270-24-6.